# Milena Bartová
Milena Bartová (* 22. prosince 1924 Beroun) je česká sklářská a textilní výtvarnice.

## Životopis
V letech 1942–1945 studovala na státní grafické škole v Praze a následně v období 1945–1949 na Vysoké škole uměleckoprůmyslové v Praze u profesora Josefa Kaplického.
Na začátku svého působení v oboru se zabývala především zpracováním skla, konkrétně olovnatým křišťálem. Během své profesní kariéry spolupracovala se sklářskou firmou Moser na přípravě prototypů pro mezinárodní výstavy konce 50. let. V pozdějších letech se začala věnovat také textilní tvorbě. Při své práci pak používala mimo jiné techniku art protis vyvinutou československou uměleckou komunitou.
Kolektivně vystavovala na více než desítce výstav doma i v zahraničí. U nás především v Praze a Brně. V zahraničí například v Itálii, New Yorku, Montrealu nebo Bruselu.
Je členkou organizace s názvem Český fond výtvarných umění (ČFVU).

## Dílo
- 1961: Váza, lisované sklo[6]